# Натюрморт со старым ботинком
«Натюрморт со старым ботинком» (кат. Natura morta del sabatot) — картина маслом Жоана Миро, написанная в 1937 году и сейчас находящаяся в коллекции Нью-Йоркского музея современного искусства. Работа поступила в музей как дар от Джеймса Тралла Соби в 1970 году.
Когда началась гражданская война в Испании, Миро уехал в свой дом на Монт-роч-дель-Камп на некоторое время. Затем Миро отправился во Францию. 16 декабря 1936 года он приехал в Париж со своей женой Пилар и маленькой дочерью Марией Долорес. Они жили в маленькой дешёвой гостинице с полным отсутствием места для работы. В это время ему ничего не оставалось, как зарисовывать свои идеи в виде небольших эскизов. Для упражнения в рисовании Миро так же, как и в 1920 году, когда он приехал в Париж, пошёл на курсы Академии Гранд Шомьер.
Из-за того, что у Миро не было помещения для работы, он стал работать в галерее Пьера в одном из её углов. Здесь он за пять месяцев, с января по май 1937 года, нарисовал одну из самых странных и важных своих картин — «Натюрморт со старым ботинком».
Картина написана маслом. В ней он выразил свою боль по поводу ситуации в Испании. Художник прорисовывает вторжение зла, монстров, метаморфически уменьшает человеческую фигуру.
Во время Всемирной выставки 1937 года Миро сотрудничал с республиканцами. Миро сделал очень чёткий и ясно читаемый визуальный образ, как и в картине «Помощь Испании». На той же выставке Пикассо выставил свою знаменитую Гернику.
Объекты, выбранные Миро, намеренно бедны и скромны, связаны с жизнью обычных людей: старый ботинок, немного еды, некоторые вещи, которые можно найти на любой кухне.